# Nina Boyle
Constance Antonina (Nina) Boyle (* 21. Dezember 1865 Bexley, Kent; † 4. März 1943 in London) war eine englisch-britische Autorin, Suffragette, Frauenrechtsaktivistin und Sozialarbeiterin.  Sie war eine der Pionierinnen für weibliche Polizeibeamte in Großbritannien. Im April 1918 war sie die erste Frau, die eine Kandidatur für die Wahl zum Unterhaus einreichte, was den Weg für andere weibliche Kandidaten bei den Parlamentswahlen im Dezember 1918 ebnete.

## Leben
Nina Boyle wurde zweite Tochter und fünftes von sechs Kindern in Kent geboren. Über ihren Vater Robert Boyle (1830–1869), Hauptmann der Königlichen Artillerie, war sie eine Nachfahrin der Earls of Glasgow. Ihre Mutter, Frances Sydney Fremoult Sankey, war die Tochter eines Arztes. Über ihre Jugendzeit ist nichts bekannt.
Boyle arbeitete in Südafrika im Krankenhaus und war als Journalistin tätig. Zwei ihrer Brüdern dienten zu der Zeit im Burenkrieg. Während ihres Aufenthalts in Südafrika begann sie sich für die Rechte von Frauen zu interessieren und gründete die Women’s Enfranchisement League of Johannesburg. 1911 kehrte sie nach Großbritannien zurück und engagierte sich, gestützt auf ihre Erfahrungen in Südafrika, in der Colonial Intelligence League for Educated Women, die von Helena von Großbritannien und Irland, einer Tochter von Königin Victoria, geleitet wurde. Die Liga wurde gegründet, um Frauen, die eine gute formale Ausbildung erhalten hatten, dabei zu helfen, ihre Fähigkeiten dort einzusetzen, wo sie andernfalls ignoriert werden könnten – in den britischen Kolonien und nach ihrer Rückkehr in die Heimat.
Boyle vertrat radikale Ansichten darüber, wie die Stellung der Frau in der Gesellschaft verbessert werden könnte. Schon bald schloss sie sich zusammen mit anderen Suffragetten wie Charlotte Despard, Teresa Billington-Greig, Edith How-Martyn und Margaret Nevinson der Women’s Freedom League (WFL) an. Die WFL war eine Abspaltung der 1907 gegründeten Women’s Social and Political Union (WSPU). Die WFL-Gründerinnen wollten dem autokratischen Führungsstil der Pankhursts und den zunehmend gewalttätigen Methoden der WSPU entgehen. Die WFL bevorzugte zivilen Ungehorsam und traditionelle Kampagnenarbeit. Boyle wurde schnell in den Exekutivausschuss der WFL gewählt und wurde zu einer ihrer führenden Sprecherinnen. 1912 war sie deren Sekretärin.
Boyle boykottierte wie viele Suffragetten die Volkszählung 1911 und schrieb „No Votes. No Census. Votes for Women“ auf ihr Erfassungsformular. Im Jahr darauf, 1912, wurde Boyle Leiterin der politischen und militanten Abteilung der WFL. Sie setzte ihre journalistische Tätigkeit fort und veröffentlichte zahlreiche Artikel in der WFL-Zeitung The Vote. Sie stellte Edith Watson als Berichterstatterin ein. Sie und Watson argumentierten gegen die Ungerechtigkeiten des von Männern dominierten Rechtssystems. Sie forderten, dass weibliche Opfer von weiblichen Polizisten betreut werden sollten. Die Gerichte sollten erkennen, dass sie von Frauen und Mädchen nicht erwarten konnten, dass sie in einem Gerichtssaal voller Männer aussagten. Watson begann, unfaire Praktiken in den Gerichten zu dokumentieren. In einer Kolumne mit dem Titel „Das geschützte Geschlecht“ (The Protected Sex) hielt sie ironischerweise die Verbrechen der Vergewaltigung, der sexuellen Nötigung und des Inzests fest. Drei Jahre lang verglich Watson die Urteile mit denen, die wegen Sachbeschädigung verhängt wurden.
Boyle übernahm eine führende Rolle bei den Kampagnen und Demonstrationen der WFL. Sie wurde noch mehrmals verhaftet und dreimal inhaftiert. Sie protestierte gegen die Bedingungen, unter denen sie und eine andere Suffragette ins Gefängnis gebracht wurden, nachdem sie 1913 wegen Behinderung verhaftet und zu 14 Tagen Haft verurteilt worden waren. In ihrem Gefängnistransporter befanden sich Männer, die anzügliche Bemerkungen und Gesten machten. 1914, vor Ausbruch des Krieges und dem Ende der Suffragetten-Militanz, gingen Boyle und Watson zum Marlborough Street Magistrates Court und protestierten. Watson war eine derjenigen, die verhaftet wurden, weil sie sich an das Gerichtstor gekettet hatten.
Aufgrund ihrer persönlichen Erfahrungen mit Polizei und Strafjustiz und im Einklang mit der WFL-Politik der Chancengleichheit bei der Beschäftigung startete Boyle eine Kampagne Frauen zu Special Constables zu machen. Diese Kampagne fiel mit dem Ausbruch des Ersten Weltkriegs im Jahr 1914 und dem Aufruf zur Einberufung von Freiwilligen für die Kriegsanstrengungen zusammen, der sich nach Boyles Meinung an Männer und Frauen richten sollte. Als der Antrag auf Special Constables offiziell abgelehnt wurde, gründete Boyle zusammen mit Margaret Damer Dawson die erste freiwillige Frauenpolizei, die Women Police Volunteers (WPV). Viele der ersten Rekrutinnen, etwa fünfzig, hatten als militante Suffragetten Gefängniserfahrung, was von konkurrierenden Frauenpolizeistreifen, die von der National Union of Women Workers (später National Council of Women) gegründet wurden, kritisiert wurde. Aufgrund von Meinungsverschiedenheiten über die Rolle der Organisation schied Boyle im Februar 1915 aus. Sie war dagegen, dass die WPV in der Nähe eines Stützpunktes in Grantham eine Ausgangssperre für „Frauen mit lockerem Charakter“ durchsetzen sollte.
Ende 1916 ging Boyle nach Makedonien und Serbien, um dort Lazarette zu versorgen. Nach der Russischen Revolution reiste sie mit ihrer Mitstreiterin, der Suffragette Lilian Lenton, durch Russland – eine Erfahrung, die sie zu einer lebenslangen Antikommunistin machte.
Im März 1918 starb der liberale Abgeordnete für den Wahlkreis Keighley, West Riding of Yorkshire, Swire Smith, und es kam zu Nachwahlen. Obwohl Frauen über dreißig im Jahr 1918 das Wahlrecht erhalten hatten, gab es Zweifel, ob Frauen für das Parlament kandidieren durften. Boyle gab ihre Absicht bekannt, für die WFL in Keighley zu kandidieren und im Falle einer Ablehnung die Gerichte anzurufen, um eine endgültige Entscheidung zu erwirken. Nach einer juristischen Prüfung erklärte sich der Wahlleiter bereit, ihre Nominierung zu akzeptieren und schuf damit einen wichtigen Präzedenzfall für weibliche Kandidatinnen. Allerdings erklärte er ihre Nominierungsunterlagen aus anderen Gründen für ungültig: Einer der Unterzeichner ihrer Nominierung war nicht im Wählerverzeichnis eingetragen, ein anderer wohnte außerhalb des Wahlkreises. Obwohl Boyle somit nicht auf dem Wahlzettel erschien, konnte sie einen moralischen Sieg für das Frauenwahlrecht für sich verbuchen. Die Law Lords wurden gebeten, die Angelegenheit zu prüfen und kamen zu dem Schluss, dass der Great Reform Act von 1832 Frauen die Kandidatur für das Parlament ausdrücklich untersagt hatte. Daran ändere auch der Representation of the People Act 1918 nichts. Das Parlament verabschiedete in aller Eile den Parliament (Qualification of Women) Act 1918, um Frauen die Möglichkeit zu geben, bei den Parlamentswahlen im Dezember 1918 zu kandidieren. Das Gesetz bestand aus nur 27 Wörtern: „Eine Frau darf nicht aufgrund ihres Geschlechts oder ihrer Ehe von der Wahl zum Mitglied des Unterhauses oder von der Wahl zum Mitglied des Unterhauses ausgeschlossen werden.“ und ist das kürzeste britische Gesetz.
Nach 1918 blieb Boyle in einer Reihe von wichtigen Frauenorganisationen aktiv. Sie führte Kampagnen durch oder hielt Reden im Namen der National Union of Women Teachers, des Women’s Election Committee, des Open Door Council sowie von Organisationen, die sich für das Wohl von Frauen und Kindern in Entwicklungsländern einsetzten. Besonders aktiv war sie für Save the Children (SCF). 1921 ging sie in die Sowjetunion, um in einem SCF-Hungerhilfeprogramm mitzuarbeiten. Sie nutzte ihre Position im SCF, um das Problem der sexuellen Sklaverei und des Frauenhandels zum Zwecke der Prostitution zur Sprache zu bringen. Als Vertreterin des SCF hielt sie viele Reden und schrieb häufig Artikel für SCF-Publikationen sowie das Buch What is Slavery? An Appeal to Women (1931). Sie unterstützte auch die Arbeit der Association for Moral and Social Hygiene, einer Organisation, die sich gegen die Ausbeutung von Prostituierten und für deren Wohlergehen einsetzte.
Nach dem Krieg und der Erlangung der politischen Rechte der Frauen wandte sich Boyle wie andere ehemalige Frauenwahlrechtlerinnen politisch der Rechten zu, wenn auch nicht in demselben Maße wie ihre frühere Kollegin Mary Sophia Allen, die Mitglied der British Union of Fascists wurde. Boyle war 1921 Rednerin bei einem Treffen der antideutschen und einwanderungsfeindlichen British Empire Union (BEU). Bei den Nachwahlen für die Abbey Division von Westminster am 25. August 1921 sprach sie für den später siegreichen Kandidaten der Konservativen, John Sanctuary Nicholson. Während des Zweiten Weltkriegs war sie in der Never Again Association aktiv, einer der BEU ähnlichen Organisation, die sich für die Zerstückelung Deutschlands und die Ausweisung aller in den Achsenländern geborenen Personen aus Großbritannien einsetzte.
Boyle starb 1943 im Alter von 77 Jahren in einem Pflegeheim in London. Sie wurde am 9. März im Golders Green Crematorium eingeäschert. Boyle war nie verheiratet und hatte keine Kinder.
Nach ihrem Tod vergab das Bedford College bis 1953 einen Nina-Boyle-Gedächtnispreis für den besten Aufsatz über ein Thema, das mit der Stellung und der Arbeit von Frauen zu tun hat. Heute wird dieser Preis von der Royal Holloway, University of London an Studierende der Fachbereiche Geschichte oder Sozialpolitik vergeben.

## Werke (Auswahl)
Abgesehen von ihren journalistischen und kampagnenbezogenen Veröffentlichungen schrieb Boyle hauptsächlich Abenteuer- und Kriminalromane. Obwohl sie von der Kritik nicht gelobt wurde, waren viele von ihnen mit starken, fähigen Frauenfiguren ausgestattet und beliebt genug, um veröffentlicht zu werden.
- Out of the Frying Pan, Allen and Unwin, London 1920.[6]
- What Became of Mr Desmond, Allen and Unwin, London 1922.
- Nor All Thy Tears, Allen and Unwin, London 1923.
- Anna's, Allen and Unwin, London 1925.
- Moteley's Concession: A Tale of Torronascar, Allen and Unwin, London 1926.
- The Stranger Within the Gates, Allen and Unwin, London 1926.
- The Rights of Mallaroche, Allen and Unwin, London 1927.
- Treading on Eggs, Stanley Paul & Co., London 1929.
- My Lady's Bath, Stanley Paul & Co., London 1931.
- The Late Unlamented, Stanley Paul & Co., London 1931.
- How Could They?, Stanley Paul & Co., London 1932.
- Good Old Potts!, Stanley Paul & Co., London 1934.